# Kruglowo (Kaliningrad)
Kruglowo (russisch Круглово, deutsch Polennen) ist ein Ort in der russischen Oblast Kaliningrad. Er gehört zur kommunalen Selbstverwaltungseinheit Stadtkreis Selenogradsk im Rajon Selenogradsk.

## Geographische Lage
Kruglowo liegt 30 Kilometer nordwestlich der Stadt Kaliningrad (Königsberg) und zehn Kilometer nördlich von Primorsk (Fischhausen) an der Regionalstraße 27A-013 (ex A192) im Einmündungsbereich der von Pereslawskoje (Drugehnen) und Kumatschowo (Kumehnen) kommenden Kommunalstraße 27K-138. Außerdem endet in Kruglowo die aus südlicher Richtung von Doroschnoje (Kaspershöfen) über Niwy (Kompehnen) und Tichoretschenskoje (Linkau) verlaufende Kommunalstraße 27K-255.
Die nächste Bahnstation war der frühere Haltepunkt Godnicken (russisch: Tschechowo, nicht mehr existent) an der eingestellten Bahnstrecke von Primorsk (Kaliningrad) (Fischhausen) an der ehemaligen Ostpreußischen Südbahn über Jantarny (Palmnicken) nach Lesnoje (Warnicken), der Endstation der früheren Samlandbahn.

## Geschichte
Der bis 1946 Polennen genannte Gutsdorf wurde 1874 in den neu errichteten Amtsbezirk Gauten (heute russisch: Putilowo) im Landkreis Fischhausen im Regierungsbezirk Königsberg der preußischen Provinz Ostpreußen eingegliedert. In Polennen waren 1910 123 Einwohner registriert.
Am 30. September 1928 verlor Polennen seine Eigenständigkeit, indem es sich mit den Nachbarorten Bohnau (russisch: Semljanitschnoje) und Godnicken (Tschechowo) – beide nicht mehr existent – sowie Gauten und Korjeiten (beide heute russisch: Putilowo) und auch Linkau (Tichoretschenskoje) zur neuen Landgemeinde Godnicken zusammenschloss. Diese kam 1930 zum Amtsbezirk Godnicken, der 1939 dem Landkreis Samland beitrat.
Im Jahre 1945 kam Polennen mit dem nördlichen Ostpreußen in Kriegsfolge zur Sowjetunion. Der Ort erhielt im Jahr 1947 die russische Bezeichnung Kruglowo und wurde gleichzeitig dem Dorfsowjet Schatrowski selski Sowet im Rajon Primorsk zugeordnet. Später gelangte der Ort in den Powarowski selski Sowet. Von 2005 bis 2015 gehörte Kruglowo zur Landgemeinde Krasnotorowskoje selskoje posselenije und seither zum Stadtkreis Selenogradsk.

## Kirche
Kirchlich war die zumeist evangelische Bevölkerung Polennens bis 1945 in das Kirchspiel der Pfarrkirche in Germau (heute russisch: Russkoje) eingegliedert, das zum Kirchenkreis Fischhausen (Primorsk) in der Kirchenprovinz Ostpreußen der Kirche der Altpreußischen Union gehörte. Heute liegt Kruglowo im Einzugsbereich der evangelisch-lutherischen Auferstehungskirche in Kaliningrad (Königsberg) innerhalb der Propstei Kaliningrad der Evangelisch-lutherischen Kirche Europäisches Russland.